# Quivuenga
Quivuenga é uma vila e comuna angolana que se localiza na província de Uíge, pertencente ao município de Songo.